# Odiellus pictus
Odiellus pictus – gatunek kosarza z podrzędu Eupnoi i rodziny Phalangiidae.

## Opis
Nieduży kosarz o ciele długości około 5 mm u samców i około 6 mm u samic i stosunkowo krótkich odnóżach. Posiada dużą wyraźną plamę na środku grzbietowej części odwłoka oraz prążkowane odnóża. Duże kolcopodobne wyrostki występują na guzku ocznym oraz biodrach i krętarzach odnóży. Przednie obrzeże karapaksu z trzema dużymi kolcami. Gatunek kryptycznie ubarwiony i powolny.

## Biotop
Kosarz ten występuje głównie w lasach, gdzie bytuje w ściółce, na pniach drzew oraz kamieniach i skałach.

## Występowanie
Gatunek występuje we wschodnich Stanach Zjednoczonych oraz w Kanadzie.